# Mirosternus glabripennis
Mirosternus glabripennis là một loài bọ cánh cứng thuộc họ Ptinidae.